# سكوت بارون
سكوت بارون (بالإنجليزية: Scott Barron)‏ (2 سبتمبر 1985 ببرستون في المملكة المتحدة - ) هو لاعب كرة قدم بريطاني في مركز الدفاع. لعب مع إيبسويتش تاون ونادي برينتفورد ونادي ريكسهام ونادي ميلوول.

## وصلات خارجية
- سكوت بارون على موقع قاعدة بيانات كرة القدم.إي يو (الإنجليزية)
- سكوت بارون على موقع Soccerbase.com (لاعب) (الإنجليزية)